# Hirticollis fascifer
 Hirticollis fascifer es una especie de coleóptero de la familia Anthicidae.

## Distribución geográfica
Habita en Vietnam.